# Giacinto Achilli
Niektóre z zamieszczonych tu informacji wymagają weryfikacji.
Dokładniejsze informacje o tym, co należy poprawić, być może znajdują się w dyskusji tego artykułu.
 Po wyeliminowaniu niedoskonałości należy usunąć szablon [[Szablon:Dopracować|]] z tego artykułu.
Giacinto Achilli (ur. ok. 1803 roku we włoskim Viterbo – zm. ok. 1860) – zakonnik katolicki, dominikanin. Mimo młodego wieku sięgnął wielu wysokich urzędów u dominikanów i w Watykanie. Został 29 lipca 1849 roku uwięziony w watykańskim więzieniu na rozkaz samego papieża Grzegorza XVI. Czasowo zwolniony 19 stycznia 1850 roku, uciekł dołączając się do cudzego paszportu, do Neapolu, a później do Anglii, gdzie osiadł i porzucił wiarę katolicką.
W roku 1851 opublikował książkę Dealings With the Inquisition or Papal Rome, Her Priests and Her Jesuits With Important Disclosures, która stała się jednym z największych bestsellerów XIX wieku. Książkę przetłumaczono na wiele języków.
Kościół katolicki próbował od tego czasu przedstawić go jako renegata kleru. W tym celu opublikowano w irlandzkiej prasie katolickiej paszkwil na Achillego, który to temat podjął John Henry Newman. Achilli pozwał Newmana o pomówienie i w 1852 roku wygrał proces. Ostateczny werdykt był jednak przedmiotem kontrowersji i zarzutów o niechęć protestanckiego sądu do Newmana – konwertyty na katolicyzm.